# Bretaňský ohař
Bretaňský ohař (francouzsky: Epagneul Breton, anglicky: Brittany Spaniel), někdy zvaný také bretaňský ohař dlouhosrstý, je velice inteligentní pes středního vzrůstu ze skupiny ohařů. Tito psi bývají velice oddaní svému pánovi, proto hůře nesou pozdější změnu majitele. Má vynikající čich, je hbitý, mrštný, rád aportuje a dokáže vystavit zvěř. Nejčastěji se vyskytuje v barvách černo-bílá, oranžovo-bílá, hnědo-bílá či trikolorní. Pro naši kulturu může být nezvyklé, že bretaňský ohař se rodí buď ve formě bezocasé, s krátkým, nebo dlouhým ocasem. Postavou je mírně podsaditý, ideální kohoutková míra u psů 48–51 cm, u fen 47–50 cm. Hlava je špičatější, obličejová část je vůči mozkovně v poměru 2:3. Uši kratší, svěšené dolů.

## Historie
Toto plemeno pochází z Francie, konkrétně z části nazývané Bretaň, kde je i v dnešní době nejčastěji vídaným ohařem. Byl vyšlechtěn z kontinentálních španělů a setrů, asi jeho nejbližším příbuzným je anglický špringršpaněl. První standard tohoto plemene byl sepsán a schválen roku 1907, současná podoba byla uznána v roce 1938. v České republice existuje jen poměrně málo chovných stanic tohoto plemene. Jejich seznam je k nalezení na stránkách Klubu bretaňských ohařů. Oficiální zkratka používaná v Česku je EB. Číslo standardu 095.

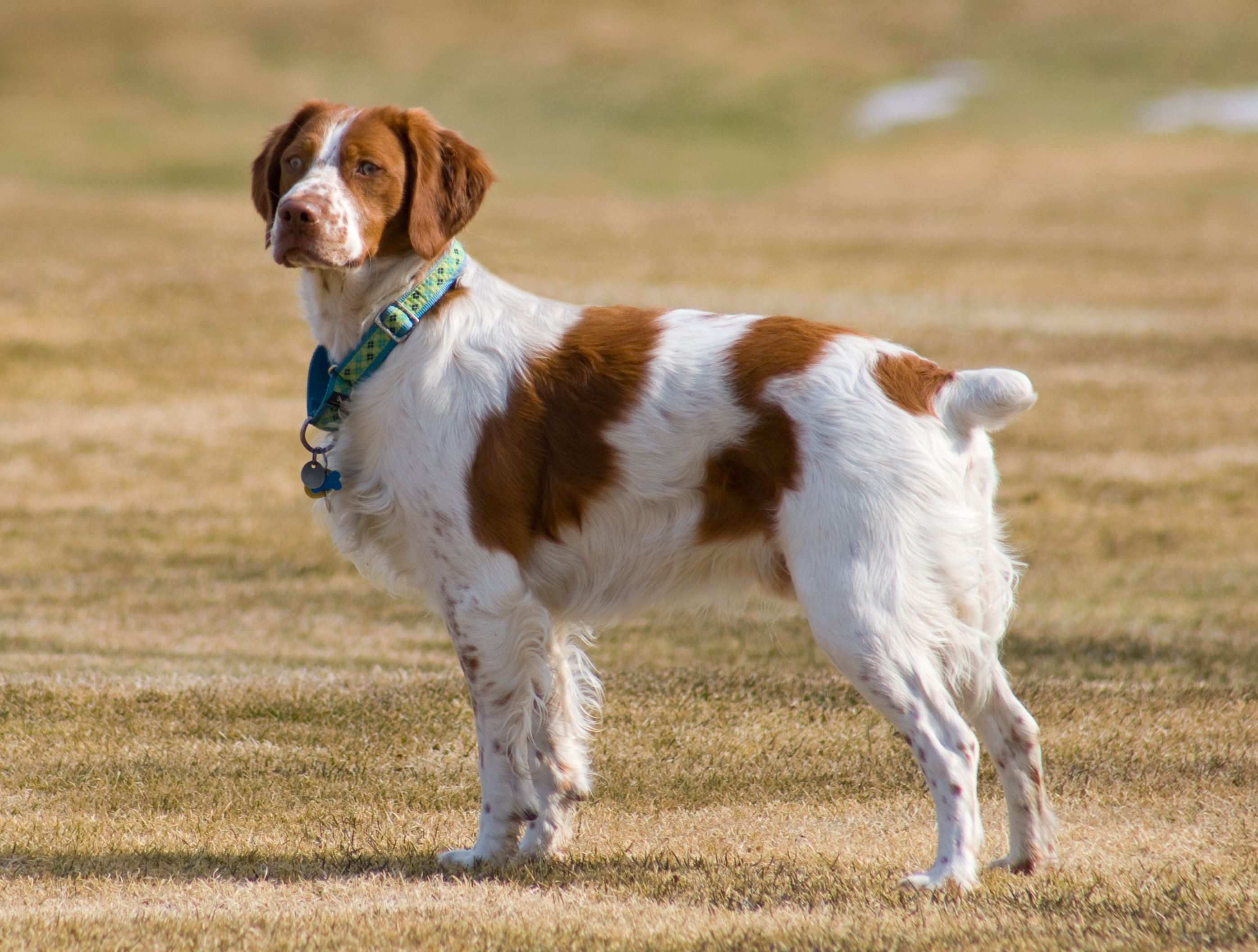

### Chov v Česku

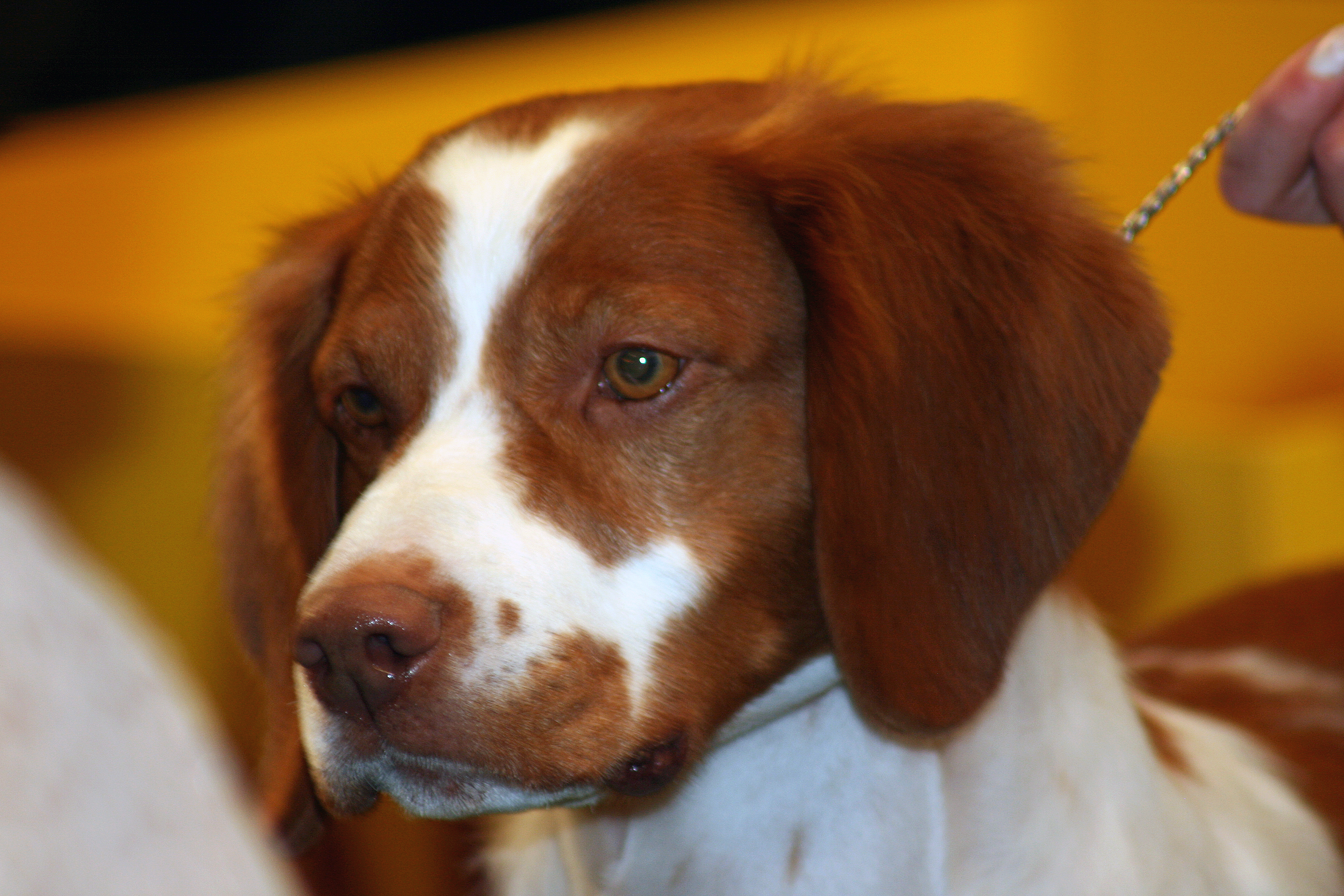

Do Česka byli první bretaňští ohaři dovezeni v 50. letech 20. století. Jednalo se o bílo-oranžového psa jménem Niki dei Forti, který sem byl importován z Jugoslávie. Další pes byl přivezen v 80. letech 20. století, tentokrát se jednalo o fenu Kitty Havranica. První vrh bretaňských ohařů na území České republiky se narodil v roce 1982. V roce 1990 v tuzemsku vznikl samostatný chovatelský klub pro bretaňské ohaře. Tento chovatelský klub funguje i nadále.

## Vzhled
Bretaňský ohař je poměrně drobný, lehký, ale mrštný a bystrý ohař. Dle všeho je nejmenším z ohařů vůbec. Tělo je spíše čtvercového rámce. Srst, která pokrývá celé tělo, je středně dlouhá, na dotek jemná a hebká. Zbarvení jsou různá, avšak nejčastěji se vyskytuje bílooranžové nebo černobílé. Ideální výška se pohybuje mezi 47 a 51 cm, plus minus 1 cm.
Hlava je zakulacená, úměrně velká vůči tělu. Oči jsou mírně šikmo, bez viditelného bělma. Duhovky jsou laděny do různých odstínů hnědé, které odpovídají barevným plotnám na srsti. Uši jsou poměrně malé, trojúhelníkového tvaru, dobře osrstěné. Spadají volně podél hlavy a srst na nich netvoří volánky, pokud ano, tak jen malé. Stop je viditelný. Krk krátký, široký a harmonicky se napojující na hřbet, který je dlouhý a spíše úzký. Bretaňský ohař patří mezi plemena s přirozeně krátkým ocasem. I přesto se stává, že se narodí štěňata s ocasem dlouhým, v tom případě to není bráno jako chyba. Nohy jsou středně dlouhé, dobře osvalené, štíhlé, schopné uběhnout i velké vzdálenosti.

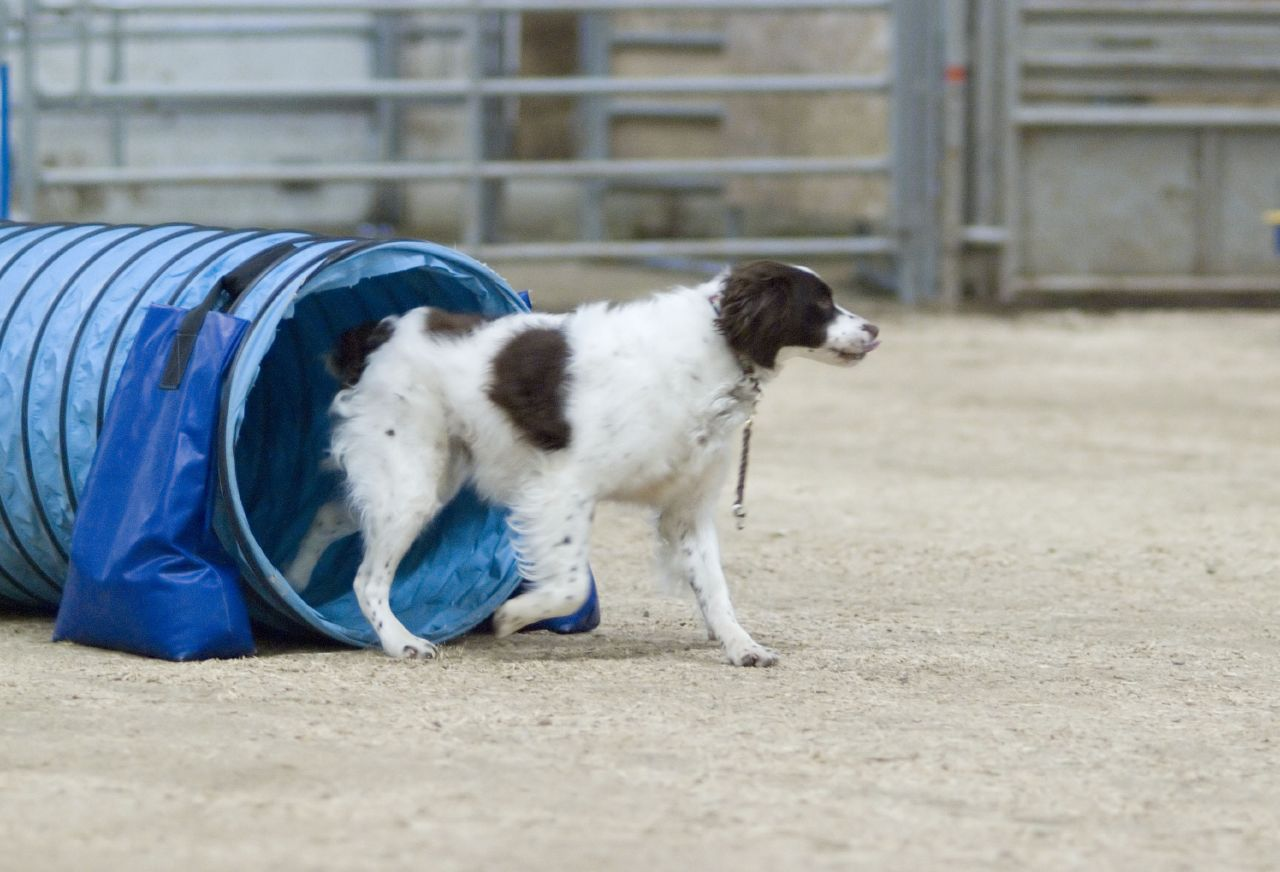
Bretaňský ohař při agility

## Péče
Péče o bretaňského ohaře není příliš náročná. Jeho srst stačí několikrát za týden pročesat, chuchvalce odstřihnout a v případě, že je pes špinavý, jej umýt. Časté mytí srsti šamponem se nedoporučuje, srst tím ztrácí přirozenou mastnotu, což vede ke ztrátě kvality a k problémům s kůží. Po koupání je vhodné prohlédnout uši; ve voláncích srsti se usazuje špinavá voda a bakterie, které se mohou dostat do ucha a způsobit zánět zvukovodu.
Bretaňský ohař vyžaduje hodně pohybu a zaměstnání, ať už se jedná o dlouhé horské túry nebo o hon na zajíce. Přestože v zemi původu se stále využívá k lovu, v Česku jej uvidíme spíše jako společníka do rodiny.